# Richard Adolf Zutt
Richard Adolf Zutt (* 25. Januar 1887 in Basel; † 12. September 1938 im Suezkanal) war ein Schweizer Bildhauer, Maler und Medailleur.

## Leben

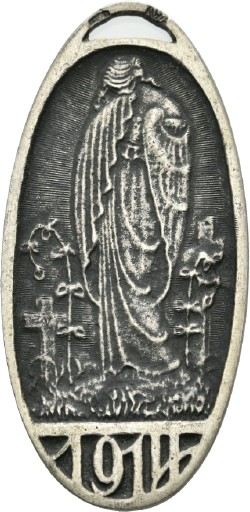
Medaille von Richard A. Zutt auf den Ersten Weltkrieg mit Darstellung einer trauernden Frau, 1914

Aufgewachsen in Basel als vierter Sohn des Basler Regierungsrates Richard Zutt besuchte er für kurze Zeit die Kunstakademie Karlsruhe, die er als zu akademisch empfand, und bildete sich autodidaktisch in München und Florenz weiter.
Von 1908 bis 1921 war er verheiratet mit der Künstlerin Margrit Heer, der Tochter des Schweizer Schriftstellers  Jakob Christoph Heer, und hatte mit ihr zwei Kinder, der Sohn in Florenz und die Tochter in München geboren.
An den Ausstellungen der Münchner Secession im Sommer 1912 und an der Bayrischen Gewerbeschau Mai bis Oktober 1912 in München fiel er durch sein breites Schaffen auf und wurde im Herbst als Professor an die Königliche Kunstgewerbeschule Budapest berufen. Nebenher gründete er dort die MMM (Magyar Müveszeti Mühely) als private ungarische kunstgewerbliche Werkstätte mit Verkaufsstelle.
Zwischen 1921 und 1924 wirkte er als Kunst- und Werklehrer an der Schule von Alexander Sutherland Neill in Hellerau.
Ab 1924 leitete er die Ostdeutschen Werkstätten in Neisse/Oberschlesien. Zu den Mitarbeitern gehörten die Bildhauer Otto Zirnbauer und Rudolf Knörlein.
Nach einer Ausstellung in Paris, an der er sein Projekt Weltfriedenskreuz vorstellte, kehrte er im Dezember 1930 in die Schweiz zurück, wo er in Zürich die Versuchswerkstätte für ältere Arbeitslose und ab 1936 die RAZUTAL-Werkstätte in Degersheim (SG) leitete, in der unter anderem die von ihm entwickelte Aluminiumlegierung Razutal verarbeitet wurde.
Die Schriften von Ramakrishna und Vivekananda regten ihn zu „kurzen Ferien“ ab Dezember 1937 auf Ceylon an, bei der Rückkehr fand er im Jahr 1938 den Tod auf dem deutschen Linienschiff Gneisenau im Suezkanal.

## Werk

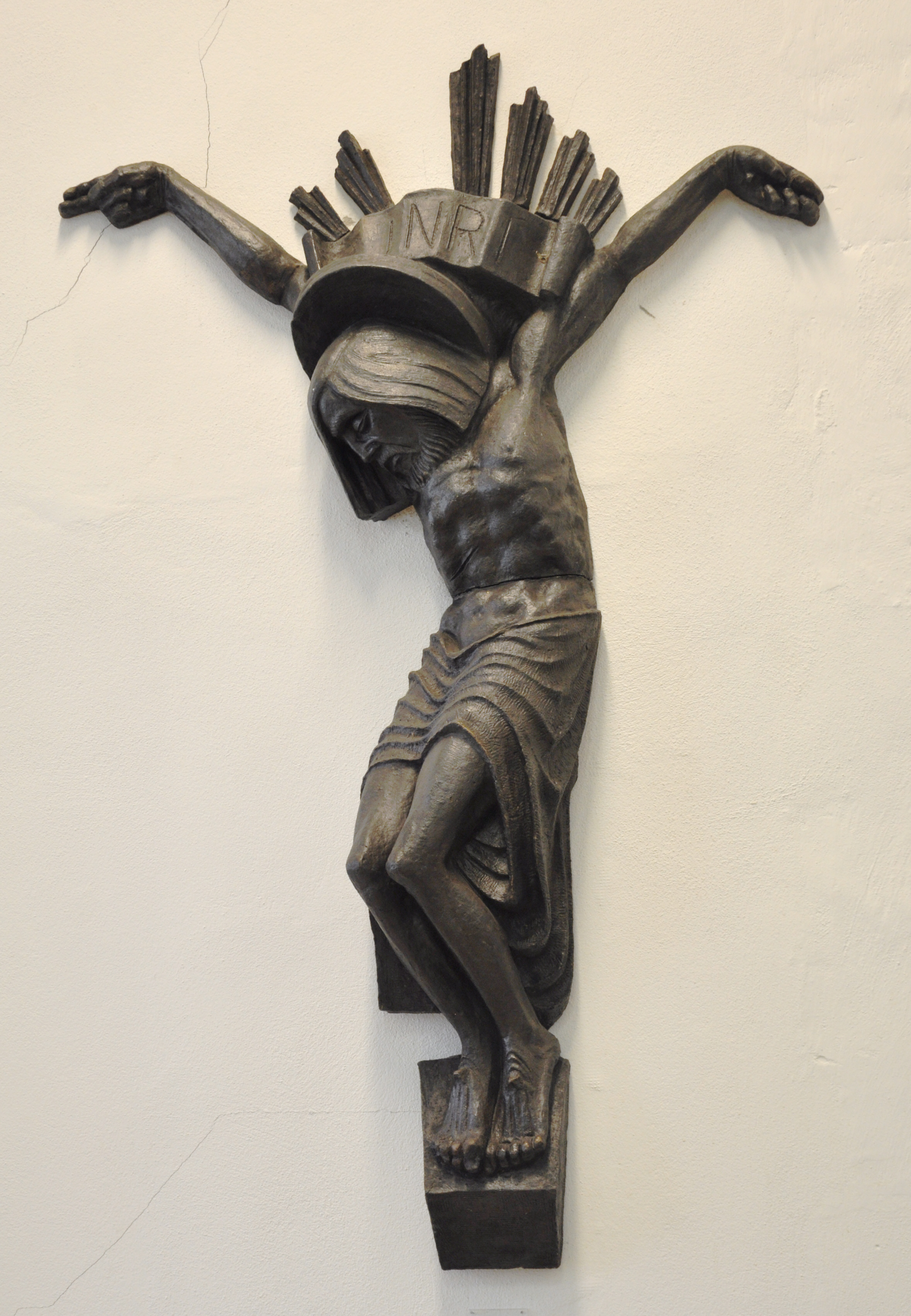
„Christus“ aus Ilse-Klinker, 1920er Jahre

Ein Katalog zu einer Ausstellung im Nationalsalon Budapest im Jahr 1925 umfasst 380 Werke Zutts. Diverse Werke sind fotografiert in den Heften Deutsche Kunst und Dekoration: Illustr. Monatshefte für moderne Malerei, Plastik, Architektur, Wohnungskunst u. künstlerisches Frauen-Arbeiten. 1912–1919:
- Bronze-Plastik: Porträt-Kopf[8]
- Marmor-Plastik: (Mädchen-)Kopf mit Hut (Marmor)[9]
- Römer-Kopf (um 1910)[10]
- Maske (um 1910)[11]
- Römisches Mädchen (1912)[12]
- Ausdrucksstudie (1913, Bronze)[13]
- „Ungarischer Königskelch“ zur Krönung von Karl von Österreich als König von Ungarn (1916)[14]
- Schale und Kelch (Silber mit Elfenbein)[15]
- „Heiliger Antonius“, Großräschen (1924)[16]
- Figur „Rattenfänger“ (1929) in Zabrze (PL, vormals Hindenburg, Oberschlesien), Kopie im Schlesischen zoologischen Garten

Zudem hat Zutt Münzen und Medaillen geschaffen.